# نكاشيات
نكاشيات أو أرضيات بحرية (الاسم العلمي: Limnoriidae)، فصيلة دويبات بحرية من متماثلات الأرجل. تضم حوالي 56 نوع.
غالبًا ما تكون هذه القشريات بيضاء وصغيرة شاحبة (طولها من 1 إلى 4 ملليمترات أو من 0.04 إلى 16.16 بوصة)، على الرغم من أن نوع Limnoria stephenseni الذي يعيش في مياه شبه القارة القطبية يمكن أن يصل إلى 10 مم (0.4 بوصة).